# Parole e baci
Parole e baci è un film TV italiano del 1987, diretto da Simona e Rossella Izzo, entrambe al debutto come registe, trasmesso su Canale 5 il 14 giugno 1987. 
È interpretato da Ricky Tognazzi, Simona Izzo, Monica Scattini e Roberto Citran.

## Trama
Arianna e Andrea sono due trentenni che vivono e lavorano a Roma. La prima è impiegata in una televisione privata, mentre l'uomo insegna in una scuola elementare. I due si sono conosciuti ad una festa, durante la quale Andrea l'ha conquistata con un fantasioso e ostinato corteggiamento. Sono passati sei anni e dalla loro unione è nato un bambino, Francesco, ma adesso il loro rapporto comincia a deteriorarsi. A rendere difficile la convivenza è una somma di fattori oggettivi e di sentimenti cattivi: gelosia, incomprensioni, reciproche accuse e litigi violenti. Arianna e Andrea decidono così di separarsi, ma vivere soli dopo tanti anni di convivenza non è facile.